# Buono!
Buono! (ボーノ Bōno?) era una unit de Hello! Project formada por tres miembros de Hello! Project Kids. Su estilo musical es el J-Pop. Sus miembros son: Momoko Tsugunaga y Miyabi Natsuyaki de Berryz Kōbō, y Airi Suzuki de ℃-ute.
El grupo fue anunciado oficialmente en el Nakayoshi Magazine Festival 2007 el 21 de julio del mismo año, en el Complejo de Eventos Sunshine City, ubicado en la localidad de Ikebukuro, Tokio.
El 7 de marzo de 2009 se anunció que Buono! actuaría en la Japan Expo de Estocolmo, Suecia. Esta sería la primera vez que un grupo de Hello! Project se presentase en Europa y el segundo en realizar una presentación internacional fuera del continente asiático, pero ésta fue cancelada por diferentes motivos, uno de ellos, debido a problemas económicos de la productora para solventar los gastos que conlleva realizar dicho proyecto, sumado a la crisis económica mundial que azotaba en ese entonces.
En diciembre del 2010 Buono! dejó el sello de "Pony Canyon" y se muda al sello discográfico "Zetima". su 11.º sencillo (y primero bajo la firma) "Zassou no Uta" fue lanzado el 2 de febrero de 2011.
El 12 de febrero del 2012 Buono! da su primer concierto internacional en el famoso Moulin Rouge de París. Siendo este todo un éxito logrando vender todas las entradas en dos semanas, además de ofrecer una sesión limitada de firmas de autógrafos.
Sus primeros sencillos fueron openings y endings del anime llamado Shugo Chara!. Participaron en todos los openings hasta que Hello! Project decidió formar otros grupos musicales para el anime, pero siguieron participando en los endings de esta serie animada japonesa.
En el 2012 lanzaron el mini-álbum SHERBET y el sencillo "Hatsukoi Cider / DEEP MIND". 
El 21 de septiembre de 2016 lanzaron el sencillo So La Si Do ~Nee Nee~ [ソラシド～ねえねえ～].
El 23 de noviembre del 2016 lanzaron en DVD y Bluray el Buono! Festa 2016 que recopila un setlist presentado en el Nippon Budokan.
El 22 de mayo de 2017 realizaron su primer y último concierto en Yokohama Arena, llamado Buono! Live 2017 ~Pienezza!~, se transmitió en vivo por la página Niconico.

## Miembros
- Momoko Tsugunaga (嗣永桃子?)[11] exlíder de Buono!, exmiembro del grupo Berryz Kōbō,[12] exlíder de Country Girls, también de la agencia Hello! Project.
- Miyabi Natsuyaki (夏焼雅?)[11] También exmiembro de Berryz Kōbō[12] junto con Momoko Tsugunaga.
- Airi Suzuki (鈴木愛理?)[11] Exmiembro del grupo Cute.[13]

## Discografía

### Álbumes
| # | Título        | Fecha de lanzamiento  | Ventas totales |
| - | ------------- | --------------------- | -------------- |
| 1 | Café Buono!   | 20 de febrero de 2008 | 23,782         |
| 2 | Buono! 2      | 11 de febrero de 2009 | 19,857         |
| 3 | We Are Buono! | 10 de febrero de 2010 | 13,496         |

### Miniálbum
| # | Título   | Fecha de lanzamiento | Ventas totales |
| - | -------- | -------------------- | -------------- |
| 1 | Partenza | 10 de agosto de 2011 | 6442           |
| 1 | Sherbet  | 22 de agosto de 2012 |                |

### Best Álbum
| # | Título          | Fecha de lanzamiento | Ventas totales |
| - | --------------- | -------------------- | -------------- |
| 1 | The Best Buono! | 10 de agosto de 2010 | 10,119         |

### Sencillos
| #           | Título                     | Fecha de lanzamiento     | Ventas totales | Puesto 1º Semana en Oricon |             |             |
| Pony Canyon | Pony Canyon                | Pony Canyon              | Pony Canyon    | Pony Canyon                | Pony Canyon | Pony Canyon |
| ----------- | -------------------------- | ------------------------ | -------------- | -------------------------- | ----------- | ----------- |
| 1           | Honto no Jibun             | 31 de octubre de 2007    | 42,035         | 5                          |             |             |
| 2           | Renai♥Rider                | 6 de febrero de 2008     | 35,254         | 7                          |             |             |
| 3           | Kiss! Kiss! Kiss!          | 14 de mayo de 2008       | 36,675         | 4                          |             |             |
| 4           | Gachinko de Ikou!          | 20 de agosto de 2008     | 31,005         | 6                          |             |             |
| 5           | Rottara Rottara            | 12 de noviembre de 2008  | 27,104         | 8                          |             |             |
| 6           | co・no・mi・chi            | 21 de enero de 2009      | 22,735         | 4                          |             |             |
| 7           | MY BOY                     | 29 de abril de 2009      | 23,621         | 7                          |             |             |
| 8           | Take It Easy!              | 26 de agosto de 2009     | 18,170         | 10                         |             |             |
| 9           | Bravo☆Bravo                | 16 de diciembre de 2009  | 20,380         | 4                          |             |             |
| 10          | Our Songs                  | 3 de febrero de 2010     | 15,692         | 8                          |             |             |
| Zetima      |                            |                          |                |                            |             |             |
| 11          | Zassou no Uta              | 2 de febrero de 2011     | 14,794         | 9                          |             |             |
| 12          | Natsu Dakara!              | 20 de julio de 2011      | 12,554         | 7                          |             |             |
| 13          | Hatsukoi Cider / DEEP MIND | 18 de enero de 2012      | 10,892         | 7                          |             |             |
| 14          | So La Si Do ~Nee Nee~      | 21 de septiembre de 2016 | 1,605          |                            |             |             |

## Videografía

### Single V
| #  | Título                     | Fecha de lanzamiento    | Ventas totales | Puesto 1.º Semana en Oricon |
| -- | -------------------------- | ----------------------- | -------------- | --------------------------- |
| 1  | Honto no Jibun             | 21 de noviembre de 2007 | 6,090          | 11                          |
| 2  | Renai♥Rider                | 13 de febrero de 2008   | 5,530          | 6                           |
| 3  | Kiss! Kiss! Kiss!          | 18 de junio de 2008     | 6,445          | 8                           |
| 4  | Gachinko de Ikou!          | 3 de septiembre de 2008 | 5,409          | 4                           |
| 5  | Rottara Rottara            | 2 de diciembre de 2008  | 5,048          | 5                           |
| 6  | co・no・mi・chi            | 4 de febrero de 2009    | 4,899          | 7                           |
| 7  | MY BOY                     | 13 de mayo de 2009      | 4,784          | 4                           |
| 8  | Take It Easy!              | 2 de septiembre de 2009 | 3,878          | 5                           |
| 9  | Bravo☆Bravo                | 22 de diciembre de 2009 | 20,380         | 4                           |
| 10 | Our Songs                  | 3 de febrero de 2010    | 15,692         | 8                           |
| 11 | Zassou no Uta              | 9 de febrero de 2011    | 14,794         | 9                           |
| 12 | Natsu Dakara               | 20 de julio de 2011     | 12,554         | 13                          |
| 13 | Hatsukoi Cider / DEEP MIND | 25 de enero de 2012     | ??             | 16                          |

### Evento V
| # | Título        | Fecha de lanzamiento  | Ventas totales |
| - | ------------- | --------------------- | -------------- |
| 1 | Zassou no Uta | 12 de febrero de 2011 |                |
| 2 | Natsu Dakara! | 27 de julio de 2011   |                |

### PV Collection
| # | Título             | Fecha de lanzamiento | Ventas totales |
| - | ------------------ | -------------------- | -------------- |
| 1 | Buono! CLIPS vol.1 | 10 de marzo de 2010  | 4618*          |

*Ventas registradas de las dos primeras semanas.

### Películas (DVD / Bluray)
| #   | Edición | Tipo        | Título      | Fecha de lanzamiento | Ventas totales |
| --- | ------- | ----------- | ----------- | -------------------- | -------------- |
| 1   | DVD     | Regular     | Gomen nasai | 8 de febrero de 2012 |                |
| 1.1 | DVD     | De lujo     | Gomen nasai | 8 de febrero de 2012 |                |
| 1.2 | DVD     | De alquiler | Gomen nasai | 8 de febrero de 2012 |                |
| 2   | Bluray  |             | Gomen nasai | 8 de febrero de 2012 |                |

### Conciertos en (DVD / Bluray)
| # | Edición | Título                                         | Fecha de lanzamiento    | Ventas totales |
| - | ------- | ---------------------------------------------- | ----------------------- | -------------- |
| 1 | DVD     | Buono! Live 2009 ~Hybrid☆Punch~                | 27 de mayo de 2009      | 10,361*        |
| 2 | DVD     | Buono! Live Tour 2010 ~We are Buono!~          | 19 de mayo de 2010      | 7,036*         |
| 3 | DVD     | Buono! Live Tour 2010 ~Rock'n Buono!3~         | 10 de noviembre de 2010 | 5,111**        |
| 4 | DVD     | Buono! Live 2011 ~Re;Buono!~                   | 22 de junio de 2011     | 2,642**        |
| 5 | Bluray  | Buono! Live 2011 ~Re;Buono!~                   | 22 de junio de 2011     | 1,970***       |
| 6 | DVD     | Buono! Live Tour 2011 summer ~Rock'n Buono! 4~ | 7 de diciembre de 2011  | 1,570          |
| 7 | Bluray  | Buono! Live Tour 2011 summer ~Rock'n Buono! 4~ | 7 de diciembre de 2011  | 1,791          |

*Ventas registradas de las tres primeras semanas.
**Ventas registradas de las dos primeras semanas.
***Ventas registradas de la primera semana.

### Eventos FC
| #   | Título                                                         | Versión centrada en: | Fecha de lanzamiento    |
| --- | -------------------------------------------------------------- | -------------------- | ----------------------- |
| 1   | Buono! days~ Buono! Leader Ketteisen!                          |                      | 22 de agosto de 2008    |
| 2   | Buono! Kessei 1 Shuunen Kinen FC Special Live ~Rock'n Buono!~  |                      | 20 de diciembre de 2008 |
| 2.1 | Buono! Kessei 1 Shuunen Kinen FC Special Live ~Rock'n Buono!~  | Tsugunaga Momoko     | 20 de diciembre de 2008 |
| 2.2 | Buono! Kessei 1 Shuunen Kinen FC Special Live ~Rock'n Buono!~  | Natsuyaki Miyabi     | 20 de diciembre de 2008 |
| 2.3 | Buono! Kessei 1 Shuunen Kinen FC Special Live ~Rock'n Buono!~  | Suzuki Airi          | 20 de diciembre de 2008 |
| 3   | Buono! days2 2009 Natsu Special Dorama Kaze Buono! Kikiippatsu |                      | 21 de agosto de 2009    |
| 4   | Buono! FC ~Rock'n Buono!2~                                     |                      | 16 de diciembre de 2009 |
| 4.1 | Buono! FC ~Rock'n Buono!2~                                     | Tsugunaga Momoko     | 16 de diciembre de 2009 |
| 4.2 | Buono! FC ~Rock'n Buono!2~                                     | Natsuyaki Miyabi     | 16 de diciembre de 2009 |
| 4.3 | Buono! FC ~Rock'n Buono!2~                                     | Suzuki Airi          | 16 de diciembre de 2009 |
| 5   | Buono! Live 2010 ~ Rock'n Buono!3~                             | Tsugunaga Momoko     | 30 de marzo de 2010     |
| 6   | Buono! Live 2010 ~ Rock'n Buono!3~                             | Natsuyaki Miyabi     | 30 de marzo de 2010     |
| 7   | Buono! Live 2010 ~ Rock'n Buono!3~                             | Suzuki Airi          | 30 de marzo de 2010     |

### DVD Magazine (Goods Tour)
| #  | Título                     | Fecha de lanzamiento    |
| -- | -------------------------- | ----------------------- |
| 1  | Buono! DVD Magazine Vol.1  | 11 de febrero de 2009   |
| 2  | Buono! DVD Magazine Vol.2  | 19 de diciembre de 2009 |
| 3  | Buono! DVD Magazine Vol.3  | 11 de febrero de 2010   |
| 4  | Buono! DVD Magazine Vol.4  | 12 de agosto de 2010    |
| 5  | Buono! DVD Magazine Vol.5  | 12 de agosto de 2010    |
| 6  | Buono! DVD Magazine Vol.6  | 12 de agosto de 2010    |
| 7  | Buono! DVD Magazine Vol.7  | 11 de febrero de 2010   |
| 8  | Buono! DVD Magazine Vol.8  | 19 de febrero de 2010   |
| 9  | Buono! DVD Magazine Vol.9  | 20 de agosto de 2011    |
| 10 | Buono! DVD Magazine Vol.10 | 20 de agosto de 2011    |
| 11 | Buono! DVD Magazine Vol.11 | 28 de enero de 2012     |
| 12 | Buono! DVD Magazine Vol.12 | 28 de enero de 2012     |

### Otros DVD
| # | Título                                                       | Fecha de lanzamiento    | N.º | Vídeo                              |
| - | ------------------------------------------------------------ | ----------------------- | --- | ---------------------------------- |
| 1 | Hello! Project - Petit Best 8                                | 12 de diciembre de 2007 | #17 | Honto no Jibun                     |
| 2 | Hello! Project - Petit Best 9                                | 10 de diciembre de 2008 | #13 | Renai Rider                        |
| 3 | Hello! Project - Petit Best 10                               | 2 de diciembre de 2009  | #12 | MY BOY                             |
| 4 | Shugo Chara! Clip♪Best (Buono!/Guardians 4/Shugo Chara Egg!) | 17 de marzo de 2010     | #8  | Kokoro no Tamago (Dance Shot Ver.) |
| 4 | Hello! Project - Petit Best 11                               | 7 de diciembre de 2011  |     | Zassou no Uta JUICY HE@RT          |

## Conciertos
| # | Título                                                       | Fecha de Inicio         | Fecha terminación       |                         |
| - | ------------------------------------------------------------ | ----------------------- | ----------------------- | ----------------------- |
| 1 | Buono! Live 2009 ~Hybrid ☆ Punch~                            | 11 de febrero de 2009   | 15 de febrero de 2009   |                         |
| 2 | Buono! First Live Tour 2009 ~Winter Festa!~                  | 19 de diciembre de 2009 | 28 de diciembre de 2009 |                         |
| 3 | Buono! Live Tour 2010 ~We are Buono!~                        | 11 de febrero de 2010   | 28 de febrero de 2010   |                         |
| 4 | Buono! Live Tour 2011 winter ~Rock'n Buono!3~                | 12 de agosto de 2010    | 17 de agosto de 2010    |                         |
| 5 | Buono! Live Tour 2011 summer ~Rock'n Buono!4~                | 20 de agosto de 2011    | 9 de septiembre de 2011 |                         |
| 6 | Buono! Live 2012 R·E·A·L                                     | 28 de enero de 2012     | 25 de febrero de 2012   |                         |
| 7 | Buono! Live in Paris                                         | 12 de febrero de 2012   | 12 de febrero de 2012   |                         |
| 8 | PIZZA-LA PRESENTS Buono! Delivery Live 2012 ~Ai wo Otodoke!~ | 25 de agosto de 2012    | 26 de agosto de 2012    | 9 de septiembre de 2012 |

## Photobooks (Visual Books)
| # | Título                                                      | Fecha de lanzamiento    |
| - | ----------------------------------------------------------- | ----------------------- |
| 1 | Visual Book: Buono! Live 2009 ~Hybrid ☆ Punch~              | 11 de febrero de 2009   |
| 2 | Visual Book: Buono! First Live Tour 2009 ~Winter Festa!~    | 19 de diciembre de 2009 |
| 3 | Live Photobook: Buono! First Live Tour 2009 ~Winter Festa!~ | 20 de febrero de 2010   |
| 4 | Visual Book: Buono! Live Tour 2010 ~We are Buono!~          | 11 de febrero de 2010   |
| 5 | Visual Book: Buono! Live Tour 2010 ~Rock'n Buono!3~         | 12 de agosto de 2010    |
| 6 | Visual Book: Buono! Live Tour 2010 summer ~Rock'n Buono!4~  | 20 de agosto de 2011    |
| 7 | Visual Book: Buono! Live Tour 2012 "R·E·A·L"                | 28 de enero de 2012     |

## Publicidad
- PIZZA-LA (ピザーラ) - noviembre de 2008 (CMs Buono! Ver.)
- PIZZA-LA (ピザーラ) - marzo de 2009 (CMs Suzuki Airi Ver.)
- P★LEAGUE - Canción '"Warp!" (Ending) - abril de 2009
- PIZZA-LA (ピザーラ) - julio de 2009 (CMs Buono! Ver.|Tsugunaga Momoko Ver.|Natsuyaki Miyabi Ver.|Suzuki Airi Ver.)
- P-CHANCE (PIZZA-LA)|P-CHANCE(ピザーラ) - agosto de 2009 (CM Voz de Buono!)
- Pink Dot. (Torre de Tokyo) CMs & Anuncios - 2009~Presente
- VIVA Paella (ビバパエリア) - junio de 2010~Presente (CM Buono! featuring Gucchi Yuuzou)
- Aron Alpha (アロンアルフア) - agosto de 2011~Presente (Infomercial Fuji Television)[50]
- Piranha 3D (ピラニア3D) - agosto de 2011~Presente (Infomercial Fuji Television)[50]

## Juegos
- Juego de Wii "Pop'n Music" Music Journal - 6 de agosto de 2009, KONAMI
  - Canción "Honto no Jibun" (Shugo Chara! Ending)